# Jan Gliński (1933–2020)
Jan Marian Gliński (ur. 4 kwietnia 1933 w Pińsku, zm. 9 stycznia 2020 w Lublinie) – polski agrofizyk i gleboznawca, profesor nauk rolniczych, członek rzeczywisty Polskiej Akademii Nauk, były dyrektor Instytutu Agrofizyki im. Bohdana Dobrzańskiego PAN i były prezes Oddziału PAN w Lublinie.

## Życiorys
W 1951 roku podjął studia w Wyższej Szkole Rolniczej w Lublinie. Ukończył je w 1956 roku i podjął pracę w kierowanej przez Bohdana Dobrzańskiego Katedrze Gleboznawstwa WSR. W 1964 roku uzyskał stopień doktora, a w 1968 doktora habilitowanego. W 1972 r. dołączył do Zakładu Agrofizyki PAN w Lublinie (w 1986 roku przekształconego w Instytut Agrofizyki im. Bohdana Dobrzańskiego PAN). W 1974 roku uzyskał tytuł profesora nadzwyczajnego nauk rolniczych, a w 1980 profesora zwyczajnego. Od 1982 był kierownikiem Zakładu Agrofizyki PAN, a w latach 1987–2003 dyrektorem Instytutu Agrofizyki PAN.
Od 1991 był członkiem korespondentem, a od 1997 członkiem rzeczywistym PAN W latach 2001–2010 pełnił funkcję prezesa Oddziału PAN w Lublinie, a od 2010 był jednym z wiceprezesów. Członek Międzynarodowego Towarzystwa Gleboznawczego (od 1969). 
Wielokrotnie nagradzany i odznaczany. Był laureatem nagród resortowych (1969, 1972), Nagrody Wydziału Nauk Rolnych i Leśnych PAN (1972), Nagrody Sekretarza Naukowego PAN (1982, 1985). Odznaczony między innymi Krzyżem Komandorskim, Oficerskim i Kawalerskim Orderu Odrodzenia Polski, Złotym i Brązowym Krzyżem Zasługi oraz Medalem 30-lecia Polski Ludowej i Medalem 40-lecia Polski Ludowej. 

## Publikacje
- Agrofizyka, nawożenie, biogeny torfopochodne (1982, współautorstwo, ISBN 83-04-00992-7)
- Procesy transportu gazów w glebie i skład powietrza glebowego (1984, wspólnie z Witoldem Stępniewskim, ISBN 83-04-01762-8)
- Metody pomiaru aeracji gleb (1985, wspólnie z Witoldem Stępniewskim, ISBN 83-04-02050-5)
- Reakcja roślin na stan aeracji gleby (1985, wspólnie z Witoldem Stępniewskim, ISBN 83-04-01931-0)
- Słownik agrofizyczny polsko-angielski i angielsko-polski, Polish-English and English-Polish dictionary of agrophysics (1986, wspólnie z Ryszardem Dębickim, ISBN 83-01-06952-X)
- Metody i aparatura do badań agrofizycznych. 1 Gleba (1991, wspólnie z Krystyną Konstankiewicz, ISBN 83-04-03937-0)
- Metody i aparatura do badań agrofizycznych. 2 Materiał roślinny (1991, wspólnie z Krystyną Konstankiewicz, ISBN 83-04-03938-9)
- Agroekologiczne aspekty warunków tlenowych gleb ornych: monografia (2000, współautorstwo, ISBN 83-87385-49-2)